# Neuenkirchen, Osnabrück
Neuenkrichen är en kommun  i Landkreis Osnabrück i Niedersachsen, Tyskland. Motorvägen A1 passerar förbi Neuenkirchen. 
Kommunen ingår i kommunalförbundet Samtgemeinde Neuenkirchen tillsammans med ytterligare två kommuner.